# Sárgás bülbül
A sárgás bülbül (Pycnonotus flavescens) a madarak osztályának verébalakúak (Passeriformes) rendjébe és a bülbülfélék (Pycnonotidae) családjába tartozó faj.

## Rendszerezése
A fajt Edward Blyth angol ornitológus írta le 1845-ben.

## Alfajai
- Pycnonotus flavescens flavescens Blyth, 1845 – északkelet-India, északkelet-Banglades, nyugat- és délnyugat-Mianmar;
- Pycnonotus flavescens vividus (Stuart Baker, 1917) – dél-Kína, észak- és kelet-Mianmar, északnyugat-Thaiföld, észak- és közép-Laosz, észak- és közép-Vietnám;
- Pycnonotus flavescens sordidus (Robinson & Kloss, 1919) – dél-Laosz, dél-Vietnám;
- Pycnonotus flavescens leucops (Sharpe, 1888) – észak-Borneó.

## Előfordulása
Dél- és Délkelet-Ázsiában, Banglades, Kína, India, Laosz, Mianmar, Thaiföld és Vietnám területén honos.
A természetes élőhelye a szubtrópusi vagy trópusi síkvidéki- és hegyi esőerdők, magaslati cserjések. Állandó, de magassági vonuló faj.

## Megjelenése
Testhossza 21,5–22 centiméter, testtömege 27–35 gramm.
|  |

## Életmódja
Bogyókkal és gerinctelen állatokat táplálkozik.

## Szaporodása
Fészke egy sekély csésze.

## Természetvédelmi helyzete
Az elterjedési területe rendkívül nagy, egyedszáma pedig stabil. A Természetvédelmi Világszövetség Vörös listáján nem fenyegetett fajként szerepel.